# 安派洛基皮-迈奈迈尼
安派洛基皮-迈奈迈尼（希臘語：Αμπελόκηποι-Μενεμένη）是希腊中马其顿大区塞萨洛尼基专区的市镇，行政中心为安派洛基皮镇。市镇面积为8.82平方公里，2021年人口数量为50,143人。
此市镇设立于2011年地方政府改革中，由原两个市镇（安派洛基皮和迈奈迈尼）合并而成，原市镇则成为此市镇的两个市区。

## 人口数据
| 年份 | 人口数量 |
| ---- | -------- |
| 2011 | 52,127   |
| 2021 | 50,143   |